# Pleurothallis marthae
Pleurothallis marthae är en orkidéart som beskrevs av Carlyle August Luer och Rodrigo Escobar. Pleurothallis marthae ingår i släktet Pleurothallis och familjen orkidéer. Inga underarter finns listade i Catalogue of Life.

## Bildgalleri

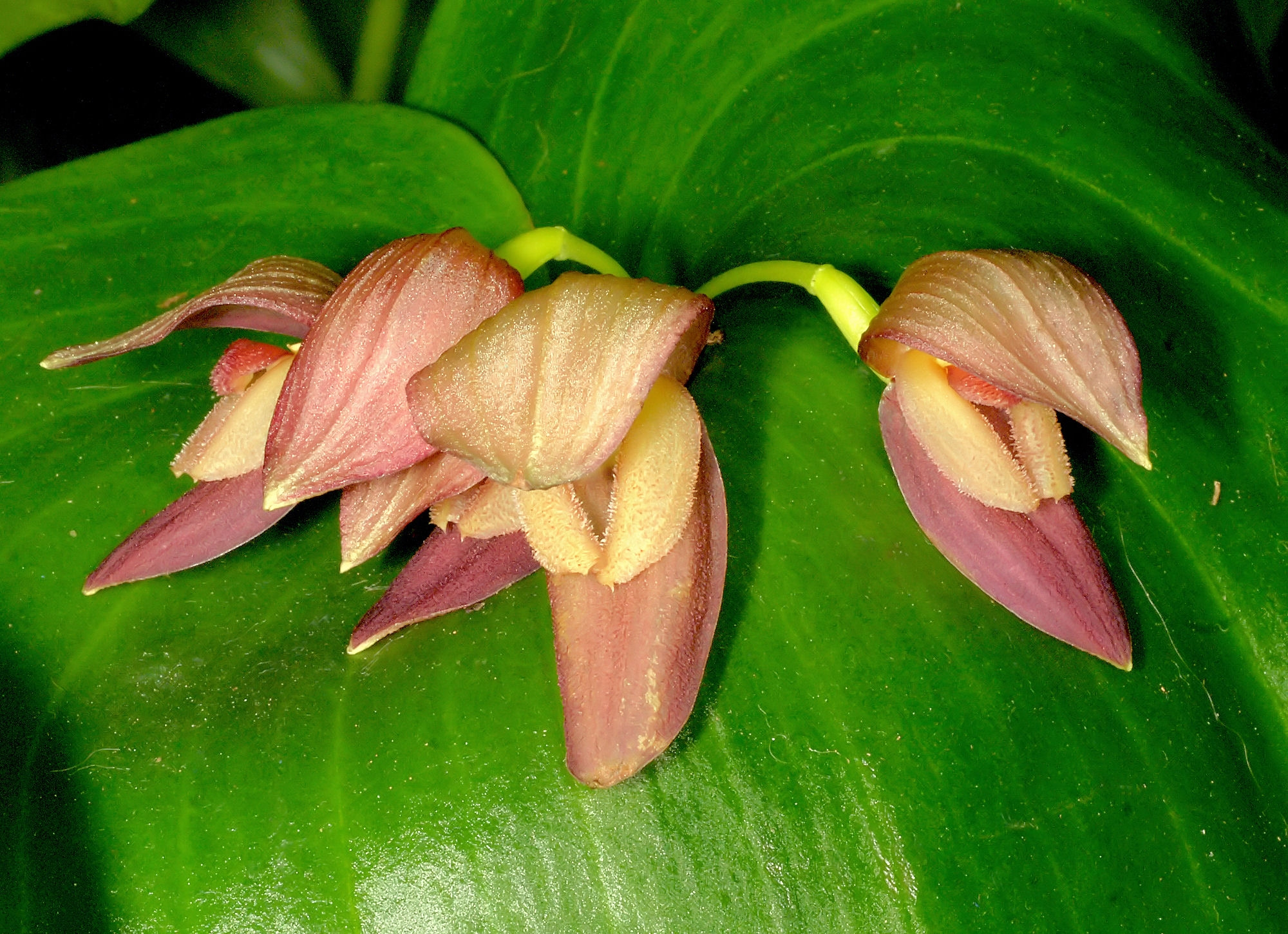